# Georges Alexandrovitch Yourievski
Son Altesse Sérénissime (S.A.S) Georges (Georgui) Alexandrovitch Yourievski, prince Yourievski, né le 30 avril 1872 à Saint-Petersbourg, mort le  13 septembre 1913 est le fils d'Alexandre II de Russie et de la princesse Catherine Yourevska. Le mariage morganatique entre les parents de Georges le 6 juillet 1880, 8 ans après sa naissance, légitima leurs trois enfants et Georges gagna le titre Son Altesse Sérénissime.

## Mariage
Le 11 février 1900, il épousa la comtesse Alexandra Constantinovna de Zarnekau (1883-1957) à Nice.
De cette union naquit :
- Alexandre Georguïevitch, prince Yourievski né à Nice le 21 décembre 1900 au 8, boulevard Dubouchage. Il est le père de S.A.S le prince Hans Georg Yourievski né en 1961 en Suisse.

Georges Georguïevitch Dolgorouki est enseigne de vaisseau au 5e équipage de la flotte impériale de Russie.
Les princes et princesses Dolgorouki ne font pas partie de la famille impériale de Russie.
Le couple rencontra des problèmes et Alexandra obtint une cessation légale du contrat de mariage pour « négligence et mauvais traitement de la part de son mari » et obtint le divorce en 1908. Des troubles financiers seraient à l'origine de leur divorce. Alexandra se remaria rapidement.

## Décès
Le Prince George décéda le 13 septembre 1913 d'une longue maladie incurable dans l’hôpital privé de Marbourg, Hesse. Il a été enterré dans l'église russe Sainte-Élisabeth de Wiesbaden.

## Sources
- Alexandre II de Russie de Henri Troyat